# Hypsipetes
Hypsipetes là một chi chim trong họ Pycnonotidae.

## Các loài
- Hypsipetes borbonicus
- Hypsipetes crassirostris
- Hypsipetes leucocephalus
- Hypsipetes madagascariensis
- Hypsipetes olivaceus
- Hypsipetes parvirostris
- Hypsipetes philippinus
- Hypsipetes thompsoni
- Hypsipetes virescens